# Adonisea stena
Adonisea stena là một loài bướm đêm trong họ Noctuidae.